# 측생동물
측생동물(側生動物)은 생물 분류에서 동물의 일부를 구성하는 아계이다. "측생동물"이라는 명칭은 "동물의 옆"이라는 의미로, 진화 단계 초기에 다른 동물들과 분리된 것으로 간주된다. 측생동물에 포함되는 해면동물은 육안으로 볼 수 있을 정도의 크기이며, 세포의 분화를 볼 수 있다는 점에서 입금편모충강(choanoflagellate)의 조상과는 다르다. 또는 조직을 가지고 있지 않은 점에서 진정후생동물(Eumetazoa)과도 다르다. 약 15,000여 종이 있으며, 그 중에서 약 150여 종은 담수에서 산다.

## 하위 분류
- 해면동물문 (Porifera)
- 판형동물문 (Placozoa)